# Маковський Володимир Матвійович
Володимир Матвійович Маковський (27 липня 1870, Єйськ, Краснодарський край — 3 січня 1941, Харків) — український учений у галузі гірничої механіки, доктор технічних наук, професор (1921).

## З біографії
Закінчив Харківський технологічний інститут (1894). Начальник паровозного депо Владикавказької залізниці (1896).
У 1927-28 рр. — ректор Дніпропетровського гірничого інституту. У 1924 р. В. М. Маковський отримав звання заслуженого професора УСРР.
Створив вітчизняну наукову школу газотурбобудівництва. Працював у ДГІ по 1930 р., а потім повернувся до міста своєї юності Харкова, де працював у Механіко-будівельному інституті.
У 1933 р. створив першу в Україні і СРСР газотурбінну лабораторію. Саме за його проектом незабаром на турбогенераторному заводі в Москві була створена газова турбіна потужністю 736 квт.

## Пам'ять
Меморіальна дошка на пошану Володимира Матвійовича Маковського встановлена на стіні будівлі кафедри турбінобудування 24 квітня 2013 р. Скульптор — С. А. Гурбанов .

## Джерела

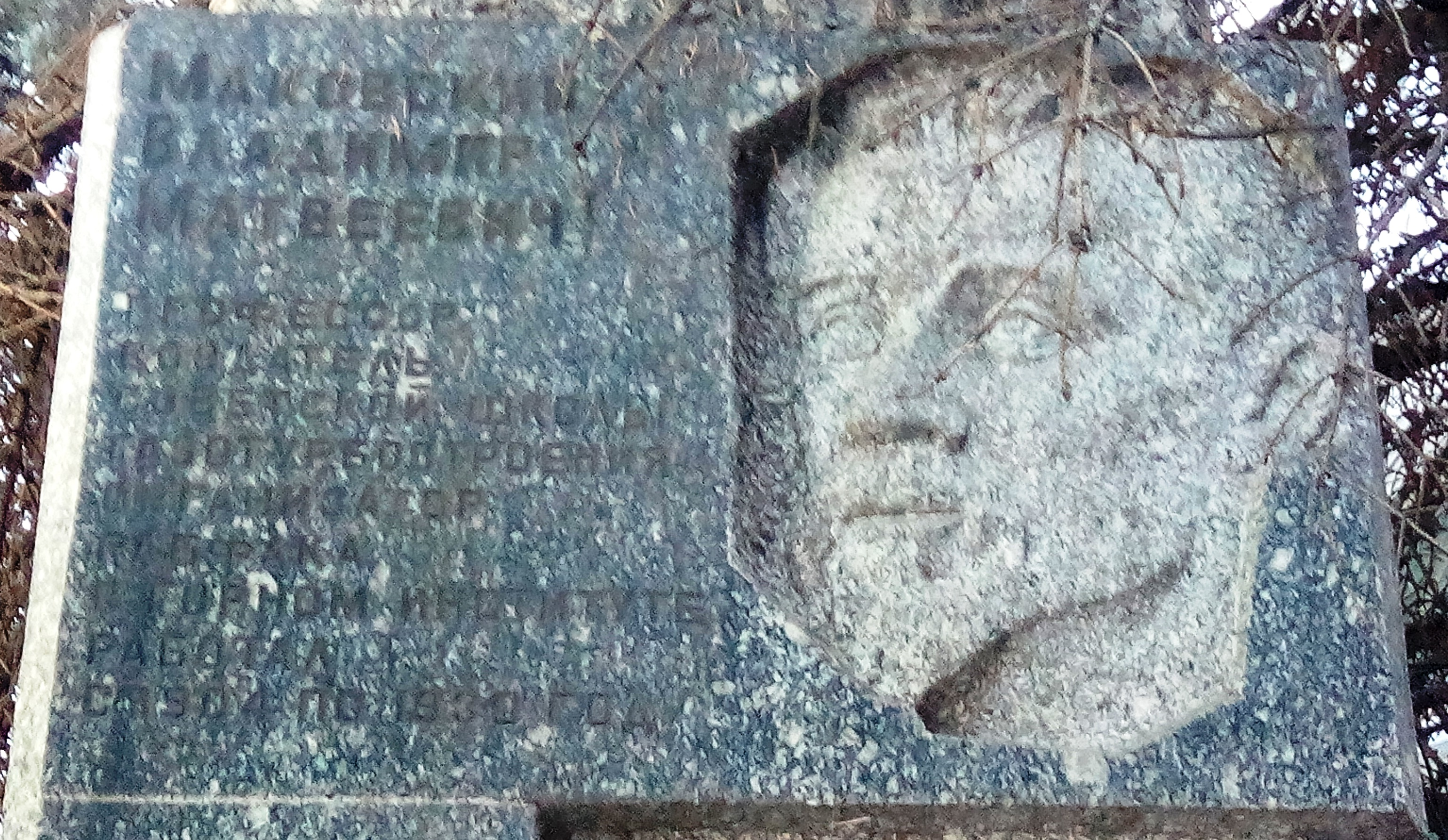
Барельєф Маковському В. М. перед центральним корпусом НТУ "Дніпровська політехніка"